# Candan
Candan ist ein türkischer weiblicher und männlicher Vorname persischer und türkischer Herkunft mit der Bedeutung „lieblich, herzlich“ sowie ein Familienname.

## Verbreitung
In Deutschland wird der Name seit 2010 in der Namensgebung berücksichtigt, jedoch in einem geringen Volumen. Von 2010 bis 2023 wurde er etwa 30 Mal vergeben. Der Name kommt in Österreich sehr selten vor, seit 1984 wurde er nur jeweils ein Mal in den Jahren 1996 und 2000 gewählt. In der Schweiz tragen 20 Mädchen den Namen (Stand 2023). Außerdem wurde der Name um die Jahrtausendwende in Dänemark in drei aufeinander folgenden Jahren vergeben.

## Namensträger

### Weiblicher Vorname
- Candan Erçetin (* 1963), türkische Popsängerin
- Candan Six-Sasmaz (* 1976), deutsch-türkische Journalistin und TV-Autorin

### Familienname
- Berkay Candan (* 1993), türkischer Basketballspieler
- Fatih Candan (* 1989), deutscher Fußballspieler
- Hasan Candan (* 1985), Schweizer Politiker (Juso)
- Can Candan (* 1969), Dokumentarfilmer und Wissenschaftler